# Nothocasis obscurata
Nothocasis obscurata là một loài bướm đêm trong họ Geometridae.